# العلاقات السريلانكية الكندية
العلاقات السريلانكية الكندية هي العلاقات الثنائية التي تجمع بين سريلانكا وكندا.

## مقارنة بين البلدين
هذه مقارنة عامة ومرجعية للدولتين:
| وجه المقارنة                                              | سريلانكا                         | كندا                     |
| --------------------------------------------------------- | -------------------------------- | ------------------------ |
| المساحة (كم2)                                             | 65.61 ألف                        | 9.98 مليون               |
| عدد السكان (نسمة)                                         | 21.44 مليون                      | 35.70 مليون              |
| الكثافة السكانية (ن./كم²)                                 | 326.78                           | 3.58                     |
| العاصمة                                                   | سري جاياواردنابورا كوتي، كولمبو  | أوتاوا                   |
| اللغة الرسمية                                             | اللغة السنهالية، اللغة التاميلية | لغة إنجليزية، لغة فرنسية |
| العملة                                                    | روبية سريلانكي                   | دولار كندي               |
| الناتج المحلي الإجمالي (بليون دولار)                      | 87.17 مليار                      | 1.65 تريليون             |
| الناتج المحلي الإجمالي (تعادل القوة الشرائية) بليون دولار | 246.62 مليار                     | 1.59 تريليون             |
| الناتج المحلي الإجمالي الاسمي للفرد دولار أمريكي          | 3.93 ألف                         | 43.25 ألف                |
| الناتج المحلي الإجمالي للفرد دولار أمريكي                 | 11.11 ألف                        | 45.07 ألف                |
| مؤشر التنمية البشرية                                      | 0.757                            | 0.913                    |
| رمز المكالمات الدولي                                      | +94                              | +1                       |
| رمز الإنترنت                                              | .lk،                             | .ca                      |
| المنطقة الزمنية                                           | ت ع م+05:30                      |                          |

## منظمات دولية مشتركة
يشترك البلدان في عضوية مجموعة من المنظمات الدولية، منها:
| علم المنظمة | اسم المنظمة                               | تاريخ انضمام سريلانكا | تاريخ انضمام كندا |
| ----------- | ----------------------------------------- | --------------------- | ----------------- |
|             | المنظمة الهيدروغرافية الدولية             | ?                     | ?                 |
|             | منظمة الشرطة الجنائية الدولية             | ?                     | ?                 |
|             | الاتحاد البريدي العالمي                   | ?                     | ?                 |
|             | بنك التنمية الآسيوي                       | 1966                  | 1966              |
|             | منظمة التجارة العالمية                    | ?                     | ?                 |
|             | مؤسسة التنمية الدولية                     | 27 يونيو 1961         | 24 سبتمبر 1960    |
|             | مؤسسة التمويل الدولية                     | 20 يوليو 1956         | 20 يوليو 1956     |
|             | منظمة حظر الأسلحة الكيميائية              | ?                     | ?                 |
|             | الأمم المتحدة                             | 14 ديسمبر 1955        | 9 نوفمبر 1945     |
|             | منتدى آسيان الإقليمي ‏                     | ?                     | ?                 |
|             | الاتحاد الدولي للاتصالات                  | 1897                  | 1 يوليو 1908      |
|             | البنك الدولي للإنشاء والتعمير             | 29 أغسطس 1950         | 27 ديسمبر 1945    |
|             | المركز الدولي لتسوية المنازعات الاستشارية | 11 نوفمبر 1967        | 1 ديسمبر 2013     |
|             | وكالة ضمان الاستثمار متعدد الأطراف        | 27 مايو 1988          | 12 أبريل 1988     |
|             | يونسكو                                    | 14 نوفمبر 1949        | 4 نوفمبر 1946     |
|             | دول الكومنولث                             | 1948                  | ?                 |

## أعلام
هذه قائمة لبعض الشخصيات التي تربطها علاقات بالبلدين:
- توماس سكينر (22 مايو 1804[21] – 24 يوليو 1877[21])
- رونالد اوكيدن الكسندر (ضابط كندي، 7 أغسطس 1888 – 28 يوليو 1949)

## وصلات خارجية
- موقع وزارة الخارجية السريلانكية
- موقع وزارة الخارجية الكندية